# Rem (jednotka)
Rem (z anglického roentgen equivalent in man, česky biologický ekvivalent röntgena) je zastaralá jednotka dávkového ekvivalentu ionizujícího záření. Je součinem absorbované dávky záření v radech a biologické účinnosti daného záření.
Jednotka byla nahrazena jednotkou sievert. Přepočet činí 100 rem = 1 Sv.